# Batalha

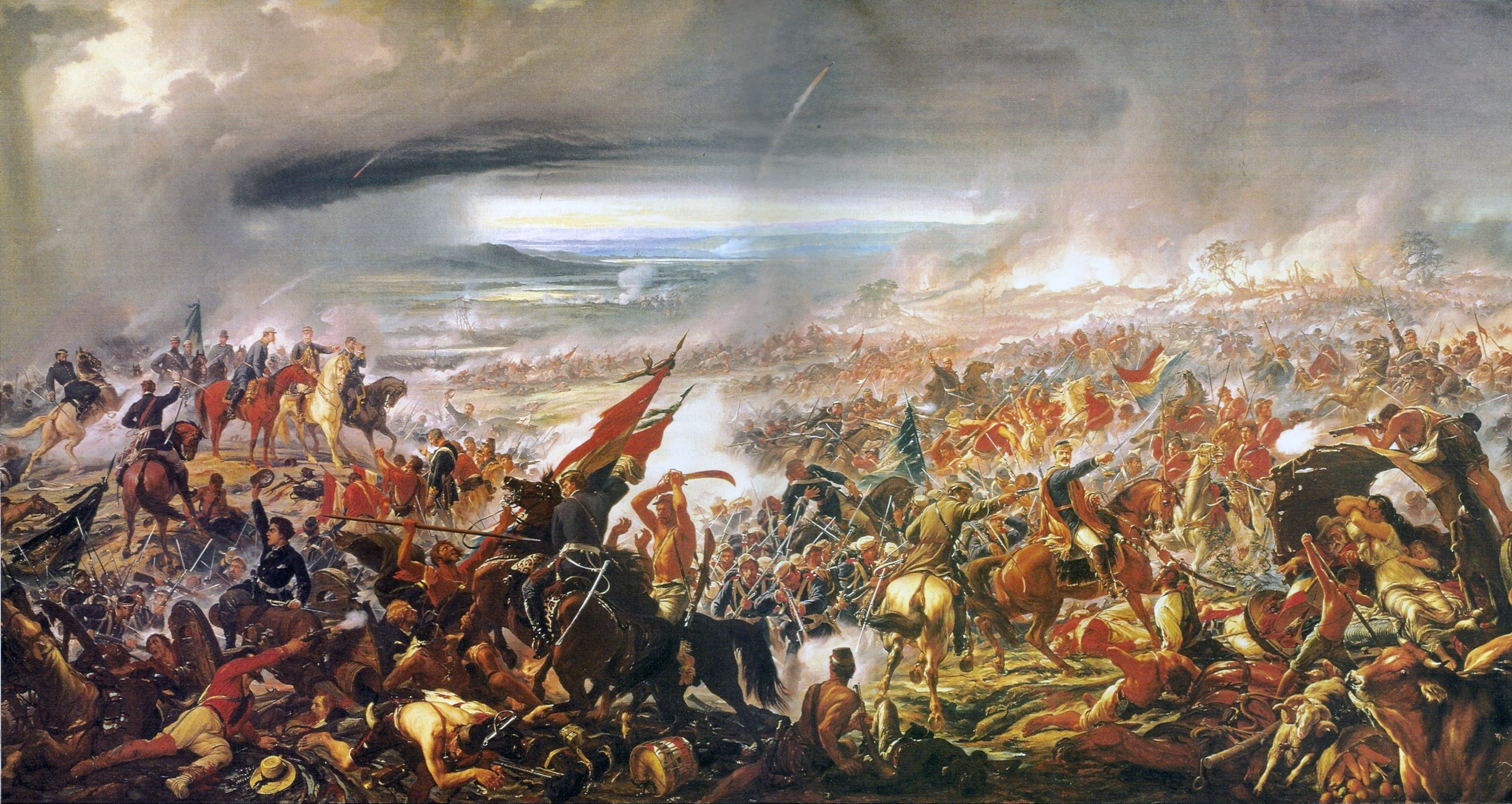
A Batalha do Avaí, de Pedro Américo.

Uma batalha, de modo geral, é um componente conceitual na hierarquia de combate durante uma guerra entre duas ou mais forças armadas ou combatentes. Numa batalha cada uma das partes tentará derrotar as outras, e a derrota é determinada pelas condições de uma campanha militar. Geralmente as batalhas são definidas por duração, área e forças envolvidas.
Guerras e campanhas militares são guiadas por estratégias militares, enquanto batalhas ocorrem num nível de planeamento e execução conhecido como Mobilidade operacional. O estrategista alemão Carl von Clausewitz afirmou que a utilização de batalhas (...) para alcançar o objetivo da guerra é a essência da estratégia.
O registo arqueológico mais antigo de uma batalha terrestre é a Batalha de Megido, travada no século XV a.C. no coração da região do Levante.

## Etimologia
A palavra "batalha", atestada pela primeira vez no português em 1258, na forma batalia, vem do latim medieval batt(u)alia, "combate", "luta" ou "peleja", que por sua vez vem do latim battuere, "bater". O termo 'bateria', que tem origem semelhante (através do francês batterie), designava as batalhas encenadas no Coliseu, em Roma, e que podiam envolver até 10 mil pessoas.
O termo batalha também é usado para se referir a qualquer luta de proporções épicas.